# Aire urbaine de Cambrai
L'aire urbaine de Cambrai est une aire urbaine française centrée sur l'unité urbaine de Cambrai. Composée de 37 communes, elle comptait 66 551 habitants en 2013.

## Caractéristiques

L'aire urbaine de Cambrai dans le Nord-Pas-de-Calais en 1999.

D'après la définition qu'en donne l'INSEE, l'aire urbaine de Cambrai est composée de 28 communes, situées dans le Nord. Ses 58 828 habitants font d'elle la 123e aire urbaine de France.
7 communes de l'aire urbaine sont des pôles urbains.
Le tableau suivant détaille la répartition de l'aire urbaine sur le département (les pourcentages s'entendent en proportion du département) :
| Département | Communes | Communes (%) | Superficie (km²) | Superficie (%) | Population (1999) | Population (%) |
| ----------- | -------- | ------------ | ---------------- | -------------- | ----------------- | -------------- |
| Nord        | 28       | 4,3          | 168,68           | 2,9            | 58 828            | 2,3            |